# Равенских, Борис Иванович
Бори́с Ива́нович Раве́нских (Рове́нских) (14 [27] июня 1914, Санкт-Петербург — 10 января 1980, Москва) — советский театральный режиссёр и педагог. Главный режиссёр Московского Драматического театра имени А. С. Пушкина (1960—1970) и Малого театра (1970—1976), лауреат Сталинской премии третьей степени (1951), Государственной премии РСФСР имени К. С. Станиславского (1967) и Государственной премии СССР (1972); народный артист СССР (1968).

## Биография

### Ранние годы
Родился 14 (27) июня 1914 года в Санкт-Петербурге в семье хорового певчего Ивана Васильевича и Александры Епифаиловны Ровенских. Был младшим, пятым ребёнком. По официальным данным, он появился на свет в 1914 году, однако многие источники, включая письма режиссёра, личное дело и дату на могильной плите, указывают, 1912 год. С его фамилией также не было определённости («был он, кстати, и Ровенский, и Ровёнский, и Равенский, и Ровенских»), однако наибольшую известность получил как Равенских.
После Гражданской войны отец перевёз семью на свою малую родину в село Юшково Курской губернии. В селе не было школы, поэтому Борис учился в средней школе-семилетке в Старом Осколе, которую окончил в 1929 году. Как актёр участвовал в спектаклях молодёжного хора, организованного его отцом, однако ему хотелось не играть, а помогать другим актёрам и самому ставить спектакли. В его аттестате об окончании школы было написано: «За время пребывания в школе обнаружил особую склонность к драматическому искусству».
В конце 1920-х годов вернулся в Ленинград. С третьей попытки поступил в Техникум сценических искусств на актёрский факультет, но из-за нехватки общего образования его отправили на вспомогательные курсы. Там, под руководством Михаила Сокольского он работал в Ленинградском театре рабочей молодёжи (впоследствии режиссёр часто использовал опыт Сокольского в своих спектаклях). Спустя два года получил рекомендацию на режиссёрский факультет, где занимался в мастерской ленинградских учеников и сподвижников Всеволода Мейерхольда — Николая Петрова и Владимира Соловьёва, которую окончил в 1935 году.

### Работа в театре
В 1934 году, за полгода до выпуска, сам Мейерхольд после просмотра студенческих работ сказал, указывая на Равенских: «Этого паренька я возьму с собой». В том же году он уже ставил «Пиковую даму» в Малом оперном театре (МАЛЕГОТ) в качестве ассистента режиссёра, а в 1935 году был зачислен в труппу Государственного театра имени Вс. Мейерхольда, где служил вплоть до его закрытия в январе 1938 года.
В 1938 году осуществил свою первую самостоятельную постановку — «Галина» Исидора Штока в московском «Современном театре». В 1939 году после ареста Мейерхольда начались проверки людей из его круга. Зимой к Равенских пришёл Эраст Гарин и увёз его из города, спрятав в подмосковных лесах у знакомого лесника, где они жили до лета 1940 года.
В 1940—1941 годах, заручившись покровительством Владимира Немировича-Данченко, проходил практику во МХАТе, затем служил режиссёром Оперно-драматической студии имени К. С. Станиславского вплоть до 1950 года. Как ученик Мейерхольда в своих постановках утверждал главенствующее положение музыки в драматическом спектакле.
В 1949 году в Московском театре сатиры поставил спектакль «Свадьба с приданым» по одноимённой пьесе Николая Дьяконова, ставший одним из первых советских мюзиклов. Спектакль шёл на сцене с неизменным аншлагом, был сыгран 152 раза и в 1953 году снят на киноплёнку.
В 1951—1960 годах Равенских служил режиссёром Малого театра. Наиболее значительной его работой того периода стала «Власть тьмы» (1956), в которой он отказался от традиционного толкования пьесы, поставив её «как высокую трагедию, стремился к раскрытию светлого начала в душе русского человека… обострял характеры, вносил в действие напряжённый динамизм, широко использовал музыку, свет». Член КПСС с 1954 года.
Спектакль «Сердце девичье затуманилось» (1959) по пьесе Виктора Курочкина, поставленный в Театре на Малой Бронной, не был принят критиками, но в нём режиссёр достиг своей цели: представил внутреннее духовное состояние человека через музыку.
В 1960—1970 годах служил главным режиссёром МАДТ имени А. С. Пушкина, создав ряд значительных для своего времени работ.
В 1970 занял пост главного режиссёра Малого театра, куда привёл с собой своих актёров-единомышленников — Алексея Локтева, Владимира Сафронова, Валерия Носика. Самая значительная работа этого периода — «Царь Фёдор Иоаннович» (премьера состоялась 29 мая 1973 года), не сходивший со сцены на протяжении 30 лет и выдержавший более 800 представлений. В 1976 году покинул пост, продолжив работу как режиссёр-постановщик.
Режиссёр не любил разговорный театр. Считал, что «современному театру явно не достаёт того эффекта, который возникает на симфоническом концерте, когда музыка объединяет и слушателей, и исполнителей в одном порыве», и всегда хотел добиться на сцене «музыкальности, подобной концертности звучания». Он говорил, в частности:

«…Музыка в каждом спектакле имеет для меня очень большое значение. Если спросят, кому бы я доверил рассказать о себе, я скажу — музыке. Когда звучит увертюра Свиридова к „Царю Фёдору“, я знаю, что в ней есть всё, что я хотел сказать своим спектаклем. Музыка — самое демократическое из искусств. Это то, что входит в каждого из нас, делает понятным, доступным одного человека другому, это гармония или дисгармония связей, составляющих структуру человеческого общества. Музыка — это не только собственно музыка, то есть звуки мелодии, то, что ухом воспринимается. Чеховская „Чайка“ — музыка. Я мечтаю сделать спектакль без единого музыкального аккорда, который тем не менее был бы музыкален…»— Борис Иванович Равенских
В 1978 году покинул Малый театр и пришёл в Большой театр, чтобы воплотить в жизнь свою давнюю мечту о слиянии музыкального и драматического начал. В этом же году поставил оперу «Снегурочка».
Преподавал в ГИТИСе, профессор кафедры режиссуры драмы (1977). Среди его учеников — Валерий Белякович, Юрий Иоффе, Надежда Аракчеева.

### Смерть
В начале января 1980 года получил разрешение создать собственный театр, в котором планировал собрать своих учеников.
Но мечте режиссёра не суждено было осуществиться: 10 января 1980 года Борис Равенских умер на 66-м году жизни. Произошло это внезапно: он взбежал по лестнице в своём подъезде и упал, схватившись за сердце. Похоронен на Новодевичьем кладбище в Москве (участок № 9).

### Семья и личная жизнь
- Отец — Иван Васильевич Ровенских[5], родился в селе Юшково Курской губернии. В детстве хорошо пел, с десятилетнего возраста был певчим в хоре Белгородского монастыря. Через несколько лет ревизор, приехавший в монастырь из Санкт-Петербурга с проверкой, забрал его с собой петь в хоре Свято-Троицкой Александро-Невской лавры. Когда у него сложился баритон, получил приглашение в хор Мариинского театра, где пел рядом с Фёдором Шаляпиным. Одновременно служил в хоре Елисеевской церкви на Большой Охте, где и познакомился со своей будущей женой, матерью его пятерых детей. Во время Гражданской войны пел в хоре Красной армии[5][12].
- Мать — Александра Епифаиловна Ровенских (в девичестве Соловьёва)[5], графского происхождения (при советской власти Борис Иванович старался не афишировать этот факт и указывал, что мать родом из мещанско-чиновничей семьи), воспитанница Смольного института благородных девиц. Знала французский язык, много читала. Погибла во время блокады Ленинграда[12].
- Первая жена —
- Вторая жена — Лилия Олимпиевна Гриценко (1917—1989), актриса, народная артистка РСФСР (1957), сестра актёра, народного артиста СССР Николая Гриценко (1912—1979). Детей в браке не было. Позже Лилия оставила мужа и ушла к актёру Александру Шворину[12].
- Третья жена — Галина Александровна Кирюшина (1934—1994), актриса, народная артистка РСФСР (1974). Супруги жили на Большой Бронной улице и были вместе до самой смерти Бориса Ивановича[12][18].
  - Дочь (старшая) — Александра Борисовна Равенских (род. 27 декабря 1959), актриса, режиссёр, заслуженная артистка РФ (2013)[12][13][19].
  - Зять — Дмитрий Миронович Полонский (род. 1958), актёр театра и кино, сын режиссёра-документалиста Дмитрия Полонского (1923—1997)[12].
    - Внук — Дмитрий Дмитриевич Полонский (род. 1990), профессиональный автогонщик и тренер по экстремальному вождению. В 2014 году стал победителем первого сезона телевизионного реалити-шоу «Гонщики» и был награждён поездкой в Германию на трассу «Нюрбургринг»[12]. После чего Олег Кесельман пригласил его к себе в команду[20][21][22].

  - Дочь (младшая) — Галина Борисовна Равенских[12].
    - Внучка — Алина.

В 1950-х годах у режиссёра Равенских шесть лет был роман с актрисой Верой Васильевой, именно в его мюзикле «Свадьба с приданым» в 1949 году Вера Кузьминична впервые сыграла главную роль в Театре Сатиры.

## Театральные постановки
Оперно-драматическая студия имени К. С. Станиславского
- 1942 — «Маскарад» М. Ю. Лермонтова

Московский драматический театр имени К. С. Станиславского
- 1948 — «В тиши лесов» П. Ф. Нилина
- 1949 — «С любовью не шутят» П. Кальдерона

Московский театр сатиры
- 1949 — «Свадьба с приданым» Н. М. Дьяконова

Московский драматический театр на Малой Бронной
- 1959 — «Сердце девичье затуманилось» В. А. Курочкина и Б. И. Равенских, музыка В. С. Левашова и М. А. Чистова

Московский драматический театр имени А. С. Пушкина
- 1961 — «День рождения Терезы» Г. Д. Мдивани
- 1961 — «Свиные хвостики» Я. Дитла
- 1963 — «Петровка, 38» по Ю. С. Семёнова
- 1963 — «Романьола» Л. Скуарцины
- 1964 — «Повесть о спасённой любви» по И. М. Голосовскому
- 1965 — «Поднятая целина» по М. А. Шолохову
- 1966 — «Дни нашей жизни» Л. Н. Андреева
- 1966 — «Шоколадный солдатик» Б. Шоу
- 1967 — «Метель» Л. М. Леонова
- 1968 — «Воскресенье в Риме» Г. Крамера
- 1969 — «Дуэль» М. Т. Байджиева
- 1971 — «Драматическая песня» Б. И. Равенских и М. Л. Анчарова по роману Н. А. Островского «Как закалялась сталь»

Малый театр
- 1952 — «Дорога свободы» Г. Фаста
- 1953 — «Шакалы» А. М. Якобсона
- 1954 — «Иван Рыбаков» В. М. Гусева
- 1956 — «Власть тьмы» Л. Н. Толстого
- 1958 — «Почему улыбались звёзды» А. Е. Корнейчука
- 1960 — «Осенние зори» В. И. Блинова
- 1971 — «Инженер» Е. С. Каплинской
- 1972 — «Самый последний день» Б. Л. Васильева
- 1972 — «Птицы нашей молодости» И. П. Друцэ
- 1973 — «Царь Фёдор Иоаннович» А. К. Толстого
- 1975 — «Русские люди» К. М. Симонова
- 1976 — «Мезозойская история» М. И. Ибрагимбекова
- 1978 — «Возвращение на круги своя» И. П. Друцэ

Большой театр
- 1978 — опера Н. А. Римского-Корсакова «Снегурочка» по одноимённой пьесе-сказке А. Н. Островского[6].

## Режиссёр телефильмов
- 1953 — Свадьба с приданым (совместно с Татьяной Лукашевич)
- 1961 — Иван Рыбаков (совместно с Еленой Скачко)
- 1971 — Дни нашей жизни (совместно с Ольгой Викландт, Галиной Холоповой)
- 1971 — Поднятая целина (совместно с Валерием Горбацевичем)
- 1973 — Самый последний день (совместно с Виталием Ивановым)
- 1974 — Птицы нашей молодости (руководитель постановки)
- 1978 — Власть тьмы (совместно с Феликсом Глямшиным)
- 1979 — Возвращение на круги своя (совместно с Майей Марковой)
- 1979 — Русские люди (совместно с Майей Марковой)
- 1981 — Царь Фёдор Иоаннович

## Награды и звания
- заслуженный деятель искусств РСФСР (1957)[15]
- народный артист РСФСР (1963)
- народный артист СССР (1968)
- Сталинская премия третьей степени (1951) — за постановку спектакля «Свадьба с приданым» по одноимённой пьесе Н. М. Дьяконова на сцене Московского театра сатиры
- Государственная премия РСФСР имени К. С. Станиславского (1967) — за постановку спектакля «Поднятая целина» по одноимённому роману М. А. Шолохова в Театре им. А. С. Пушкина
- Государственная премия СССР (1972) — за постановку спектакля «Драматическая песня» по роману Н. А. Островского «Как закалялась сталь»
- орден Ленина (1974)
- орден Трудового Красного Знамени
- 1 орден
- медаль «За доблестный труд в Великой Отечественной войне 1941—1945 гг.»
- медаль «В память 800-летия Москвы»

## Память
- 2008 — документальный фильм «Драматическая песня. Борис Равенских» (Россия, 2008 год, производство телеканала «Россия-Культура», режиссёр — К. Орозалиев) о Борисе Ивановиче Равенских, с именем которого связан значительный период в истории русского театра[27].
- 2012 — книга «Режиссёр Борис Равенских» Александры Борисовны Равенских, дочери режиссёра, выпущенная к столетию со дня его рождения (сборник статей, воспоминаний, выступлений режиссёра и пятидесяти его современников)[28].
- 2016 — Старооскольскому театру для детей и молодёжи присвоили имя Бориса Равенских[29].